# Taken (filmserie)
Taken is een Franse filmserie in het Engels gesproken. De filmserie ging van start met de film Taken uit 2008 met Liam Neeson in de hoofdrol. 

## Films

### Taken(2008)
Kim, de 17-jarige dochter van de voormalige CIA agent Bryan Mills, wordt tijdens een reis in Europa ontvoerd door de Albanese maffia. Mills reist af naar Frankrijk in een race tegen de klok om zijn dochter te redden van meedogenloze vrouwenhandelaars. 

### Taken 2(2012)
Bryan Mills zit samen met zijn dochter Kim en ex-vrouw Lenore in Turkije, wanneer de Albanese maffia wraak wil nemen voor de vele doden die Mills achterliet in de zoektocht naar zijn dochter. 

### Taken 3(2014)
Bryans ex-vrouw Lenore wordt vermoord. De politie verdenkt Bryan van de moord. Bryan kan ontsnappen en achtervolgd door de politie en FBI gaat hij op zoek naar de echte moordenaar.

## Rolverdeling
| Personages                    | Films               | Films             | Films            |  |
| Personages                    | Taken (film) (2008) | Taken 2 (2012)    | Taken 3 (2014)   |  |
| ----------------------------- | ------------------- | ----------------- | ---------------- |  |
| Bryan Mills                   | Liam Neeson         | Liam Neeson       | Liam Neeson      |  |
| Kim Mills                     | Maggie Grace        | Maggie Grace      | Maggie Grace     |  |
| Lenore "Lenny" Mills-St. John | Famke Janssen       | Famke Janssen     | Famke Janssen    |  |
| Sam Gilroy                    | Leland Orser        | Leland Orser      | Leland Orser     |  |
| Mark Casey                    | Jon Gries           | Jon Gries         | Jon Gries        |  |
| Bernie Harris                 | David Warshofsky    | D. B. Sweeney     | David Warshofsky |  |
| Jean-Claude Pitrel            | Olivier Rabourdin   | Olivier Rabourdin |                  |  |
| Stuart St. John               | Xander Berkeley     |                   | Dougray Scott    |  |
| Sheerah                       | Holly Valance       |                   |                  |  |
| Amanda                        | Katie Cassidy       |                   |                  |  |
| Marko Hoxha                   | Arben Bajraktaraj   | -                 |                  |  |
| Patrice Saint-Clair           | Gérard Watkins      |                   |                  |  |
| Murad Hoxha                   |                     | Rade Šerbedžija   |                  |  |
| Jamie                         |                     | Luke Grimes       |                  |  |
| Inspector Durmaz              |                     | Kevork Malikyan   |                  |  |
| Inspector Franck Dotzler      |                     |                   | Forest Whitaker  |  |
| Oleg Malankov                 |                     |                   | Sam Spruell      |  |
| Jimmy                         |                     |                   | Jonny Weston     |  |
| Detective Smith               |                     |                   | Dylan Bruno      |  |
| Detective Garcia              |                     |                   | Don Harvey       |  |
| Detective Johnson             |                     |                   | Al Sapienza      |  |

## Budget en opbrengst
| Film    | Budget       | Opbrengst wereldwijd |
| ------- | ------------ | -------------------- |
| Taken   | $ 25 miljoen | $ 226.830.568        |
| Taken 2 | $ 46 miljoen | $ 376.141.306        |
| Taken 3 | $ 48 miljoen | $ 326.479.141        |